# 1256
Portal Geschichte | Portal Biografien | Aktuelle Ereignisse | Jahreskalender | Tagesartikel

◄ |
12. Jahrhundert |
13. Jahrhundert
| 14. Jahrhundert | ►

◄ |
1220er |
1230er |
1240er |
1250er
| 1260er | 1270er | 1280er | ►

◄◄ |
◄ |
1252 |
1253 |
1254 |
1255 |
1256
| 1257 | 1258 | 1259 | 1260 | ► | ►►
Staatsoberhäupter  · Nekrolog
| Januar | Januar | Januar | Januar | Januar | Januar | Januar | Januar |
| Kw     | Mo     | Di     | Mi     | Do     | Fr     | Sa     | So     |
| ------ | ------ | ------ | ------ | ------ | ------ | ------ | ------ |
| 52     |        |        |        |        |        | 1      | 2      |
| 1      | 3      | 4      | 5      | 6      | 7      | 8      | 9      |
| 2      | 10     | 11     | 12     | 13     | 14     | 15     | 16     |
| 3      | 17     | 18     | 19     | 20     | 21     | 22     | 23     |
| 4      | 24     | 25     | 26     | 27     | 28     | 29     | 30     |
| 5      | 31     |        |        |        |        |        |        |

| Februar | Februar | Februar | Februar | Februar | Februar | Februar | Februar |
| Kw      | Mo      | Di      | Mi      | Do      | Fr      | Sa      | So      |
| ------- | ------- | ------- | ------- | ------- | ------- | ------- | ------- |
| 5       |         | 1       | 2       | 3       | 4       | 5       | 6       |
| 6       | 7       | 8       | 9       | 10      | 11      | 12      | 13      |
| 7       | 14      | 15      | 16      | 17      | 18      | 19      | 20      |
| 8       | 21      | 22      | 23      | 24      | 25      | 26      | 27      |
| 9       | 28      | 29      |         |         |         |         |         |

| März | März | März | März | März | März | März | März |
| Kw   | Mo   | Di   | Mi   | Do   | Fr   | Sa   | So   |
| ---- | ---- | ---- | ---- | ---- | ---- | ---- | ---- |
| 9    |      |      | 1    | 2    | 3    | 4    | 5    |
| 10   | 6    | 7    | 8    | 9    | 10   | 11   | 12   |
| 11   | 13   | 14   | 15   | 16   | 17   | 18   | 19   |
| 12   | 20   | 21   | 22   | 23   | 24   | 25   | 26   |
| 13   | 27   | 28   | 29   | 30   | 31   |      |      |

| April | April | April | April | April | April | April | April |
| Kw    | Mo    | Di    | Mi    | Do    | Fr    | Sa    | So    |
| ----- | ----- | ----- | ----- | ----- | ----- | ----- | ----- |
| 13    |       |       |       |       |       | 1     | 2     |
| 14    | 3     | 4     | 5     | 6     | 7     | 8     | 9     |
| 15    | 10    | 11    | 12    | 13    | 14    | 15    | 16    |
| 16    | 17    | 18    | 19    | 20    | 21    | 22    | 23    |
| 17    | 24    | 25    | 26    | 27    | 28    | 29    | 30    |

| Mai | Mai | Mai | Mai | Mai | Mai | Mai | Mai |
| Kw  | Mo  | Di  | Mi  | Do  | Fr  | Sa  | So  |
| --- | --- | --- | --- | --- | --- | --- | --- |
| 18  | 1   | 2   | 3   | 4   | 5   | 6   | 7   |
| 19  | 8   | 9   | 10  | 11  | 12  | 13  | 14  |
| 20  | 15  | 16  | 17  | 18  | 19  | 20  | 21  |
| 21  | 22  | 23  | 24  | 25  | 26  | 27  | 28  |
| 22  | 29  | 30  | 31  |     |     |     |     |

| Juni | Juni | Juni | Juni | Juni | Juni | Juni | Juni |
| Kw   | Mo   | Di   | Mi   | Do   | Fr   | Sa   | So   |
| ---- | ---- | ---- | ---- | ---- | ---- | ---- | ---- |
| 22   |      |      |      | 1    | 2    | 3    | 4    |
| 23   | 5    | 6    | 7    | 8    | 9    | 10   | 11   |
| 24   | 12   | 13   | 14   | 15   | 16   | 17   | 18   |
| 25   | 19   | 20   | 21   | 22   | 23   | 24   | 25   |
| 26   | 26   | 27   | 28   | 29   | 30   |      |      |

| Juli | Juli | Juli | Juli | Juli | Juli | Juli | Juli |
| Kw   | Mo   | Di   | Mi   | Do   | Fr   | Sa   | So   |
| ---- | ---- | ---- | ---- | ---- | ---- | ---- | ---- |
| 26   |      |      |      |      |      | 1    | 2    |
| 27   | 3    | 4    | 5    | 6    | 7    | 8    | 9    |
| 28   | 10   | 11   | 12   | 13   | 14   | 15   | 16   |
| 29   | 17   | 18   | 19   | 20   | 21   | 22   | 23   |
| 30   | 24   | 25   | 26   | 27   | 28   | 29   | 30   |
| 31   | 31   |      |      |      |      |      |      |

| August | August | August | August | August | August | August | August |
| Kw     | Mo     | Di     | Mi     | Do     | Fr     | Sa     | So     |
| ------ | ------ | ------ | ------ | ------ | ------ | ------ | ------ |
| 31     |        | 1      | 2      | 3      | 4      | 5      | 6      |
| 32     | 7      | 8      | 9      | 10     | 11     | 12     | 13     |
| 33     | 14     | 15     | 16     | 17     | 18     | 19     | 20     |
| 34     | 21     | 22     | 23     | 24     | 25     | 26     | 27     |
| 35     | 28     | 29     | 30     | 31     |        |        |        |

| September | September | September | September | September | September | September | September |
| Kw        | Mo        | Di        | Mi        | Do        | Fr        | Sa        | So        |
| --------- | --------- | --------- | --------- | --------- | --------- | --------- | --------- |
| 35        |           |           |           |           | 1         | 2         | 3         |
| 36        | 4         | 5         | 6         | 7         | 8         | 9         | 10        |
| 37        | 11        | 12        | 13        | 14        | 15        | 16        | 17        |
| 38        | 18        | 19        | 20        | 21        | 22        | 23        | 24        |
| 39        | 25        | 26        | 27        | 28        | 29        | 30        |           |

| Oktober | Oktober | Oktober | Oktober | Oktober | Oktober | Oktober | Oktober |
| Kw      | Mo      | Di      | Mi      | Do      | Fr      | Sa      | So      |
| ------- | ------- | ------- | ------- | ------- | ------- | ------- | ------- |
| 39      |         |         |         |         |         |         | 1       |
| 40      | 2       | 3       | 4       | 5       | 6       | 7       | 8       |
| 41      | 9       | 10      | 11      | 12      | 13      | 14      | 15      |
| 42      | 16      | 17      | 18      | 19      | 20      | 21      | 22      |
| 43      | 23      | 24      | 25      | 26      | 27      | 28      | 29      |
| 44      | 30      | 31      |         |         |         |         |         |

| November | November | November | November | November | November | November | November |
| Kw       | Mo       | Di       | Mi       | Do       | Fr       | Sa       | So       |
| -------- | -------- | -------- | -------- | -------- | -------- | -------- | -------- |
| 44       |          |          | 1        | 2        | 3        | 4        | 5        |
| 45       | 6        | 7        | 8        | 9        | 10       | 11       | 12       |
| 46       | 13       | 14       | 15       | 16       | 17       | 18       | 19       |
| 47       | 20       | 21       | 22       | 23       | 24       | 25       | 26       |
| 48       | 27       | 28       | 29       | 30       |          |          |          |

| Dezember | Dezember | Dezember | Dezember | Dezember | Dezember | Dezember | Dezember |
| Kw       | Mo       | Di       | Mi       | Do       | Fr       | Sa       | So       |
| -------- | -------- | -------- | -------- | -------- | -------- | -------- | -------- |
| 48       |          |          |          |          | 1        | 2        | 3        |
| 49       | 4        | 5        | 6        | 7        | 8        | 9        | 10       |
| 50       | 11       | 12       | 13       | 14       | 15       | 16       | 17       |
| 51       | 18       | 19       | 20       | 21       | 22       | 23       | 24       |
| 52       | 25       | 26       | 27       | 28       | 29       | 30       | 31       |

| Januar | Januar | Januar | Januar | Januar | Januar | Januar | Januar |
| Kw     | Mo     | Di     | Mi     | Do     | Fr     | Sa     | So     |
| ------ | ------ | ------ | ------ | ------ | ------ | ------ | ------ |
| 52     |        |        |        |        |        | 1      | 2      |
| 1      | 3      | 4      | 5      | 6      | 7      | 8      | 9      |
| 2      | 10     | 11     | 12     | 13     | 14     | 15     | 16     |
| 3      | 17     | 18     | 19     | 20     | 21     | 22     | 23     |
| 4      | 24     | 25     | 26     | 27     | 28     | 29     | 30     |
| 5      | 31     |        |        |        |        |        |        |

| Februar | Februar | Februar | Februar | Februar | Februar | Februar | Februar |
| Kw      | Mo      | Di      | Mi      | Do      | Fr      | Sa      | So      |
| ------- | ------- | ------- | ------- | ------- | ------- | ------- | ------- |
| 5       |         | 1       | 2       | 3       | 4       | 5       | 6       |
| 6       | 7       | 8       | 9       | 10      | 11      | 12      | 13      |
| 7       | 14      | 15      | 16      | 17      | 18      | 19      | 20      |
| 8       | 21      | 22      | 23      | 24      | 25      | 26      | 27      |
| 9       | 28      | 29      |         |         |         |         |         |

| März | März | März | März | März | März | März | März |
| Kw   | Mo   | Di   | Mi   | Do   | Fr   | Sa   | So   |
| ---- | ---- | ---- | ---- | ---- | ---- | ---- | ---- |
| 9    |      |      | 1    | 2    | 3    | 4    | 5    |
| 10   | 6    | 7    | 8    | 9    | 10   | 11   | 12   |
| 11   | 13   | 14   | 15   | 16   | 17   | 18   | 19   |
| 12   | 20   | 21   | 22   | 23   | 24   | 25   | 26   |
| 13   | 27   | 28   | 29   | 30   | 31   |      |      |

| April | April | April | April | April | April | April | April |
| Kw    | Mo    | Di    | Mi    | Do    | Fr    | Sa    | So    |
| ----- | ----- | ----- | ----- | ----- | ----- | ----- | ----- |
| 13    |       |       |       |       |       | 1     | 2     |
| 14    | 3     | 4     | 5     | 6     | 7     | 8     | 9     |
| 15    | 10    | 11    | 12    | 13    | 14    | 15    | 16    |
| 16    | 17    | 18    | 19    | 20    | 21    | 22    | 23    |
| 17    | 24    | 25    | 26    | 27    | 28    | 29    | 30    |

| Mai | Mai | Mai | Mai | Mai | Mai | Mai | Mai |
| Kw  | Mo  | Di  | Mi  | Do  | Fr  | Sa  | So  |
| --- | --- | --- | --- | --- | --- | --- | --- |
| 18  | 1   | 2   | 3   | 4   | 5   | 6   | 7   |
| 19  | 8   | 9   | 10  | 11  | 12  | 13  | 14  |
| 20  | 15  | 16  | 17  | 18  | 19  | 20  | 21  |
| 21  | 22  | 23  | 24  | 25  | 26  | 27  | 28  |
| 22  | 29  | 30  | 31  |     |     |     |     |

| Juni | Juni | Juni | Juni | Juni | Juni | Juni | Juni |
| Kw   | Mo   | Di   | Mi   | Do   | Fr   | Sa   | So   |
| ---- | ---- | ---- | ---- | ---- | ---- | ---- | ---- |
| 22   |      |      |      | 1    | 2    | 3    | 4    |
| 23   | 5    | 6    | 7    | 8    | 9    | 10   | 11   |
| 24   | 12   | 13   | 14   | 15   | 16   | 17   | 18   |
| 25   | 19   | 20   | 21   | 22   | 23   | 24   | 25   |
| 26   | 26   | 27   | 28   | 29   | 30   |      |      |

| Juli | Juli | Juli | Juli | Juli | Juli | Juli | Juli |
| Kw   | Mo   | Di   | Mi   | Do   | Fr   | Sa   | So   |
| ---- | ---- | ---- | ---- | ---- | ---- | ---- | ---- |
| 26   |      |      |      |      |      | 1    | 2    |
| 27   | 3    | 4    | 5    | 6    | 7    | 8    | 9    |
| 28   | 10   | 11   | 12   | 13   | 14   | 15   | 16   |
| 29   | 17   | 18   | 19   | 20   | 21   | 22   | 23   |
| 30   | 24   | 25   | 26   | 27   | 28   | 29   | 30   |
| 31   | 31   |      |      |      |      |      |      |

| August | August | August | August | August | August | August | August |
| Kw     | Mo     | Di     | Mi     | Do     | Fr     | Sa     | So     |
| ------ | ------ | ------ | ------ | ------ | ------ | ------ | ------ |
| 31     |        | 1      | 2      | 3      | 4      | 5      | 6      |
| 32     | 7      | 8      | 9      | 10     | 11     | 12     | 13     |
| 33     | 14     | 15     | 16     | 17     | 18     | 19     | 20     |
| 34     | 21     | 22     | 23     | 24     | 25     | 26     | 27     |
| 35     | 28     | 29     | 30     | 31     |        |        |        |

| September | September | September | September | September | September | September | September |
| Kw        | Mo        | Di        | Mi        | Do        | Fr        | Sa        | So        |
| --------- | --------- | --------- | --------- | --------- | --------- | --------- | --------- |
| 35        |           |           |           |           | 1         | 2         | 3         |
| 36        | 4         | 5         | 6         | 7         | 8         | 9         | 10        |
| 37        | 11        | 12        | 13        | 14        | 15        | 16        | 17        |
| 38        | 18        | 19        | 20        | 21        | 22        | 23        | 24        |
| 39        | 25        | 26        | 27        | 28        | 29        | 30        |           |

| Oktober | Oktober | Oktober | Oktober | Oktober | Oktober | Oktober | Oktober |
| Kw      | Mo      | Di      | Mi      | Do      | Fr      | Sa      | So      |
| ------- | ------- | ------- | ------- | ------- | ------- | ------- | ------- |
| 39      |         |         |         |         |         |         | 1       |
| 40      | 2       | 3       | 4       | 5       | 6       | 7       | 8       |
| 41      | 9       | 10      | 11      | 12      | 13      | 14      | 15      |
| 42      | 16      | 17      | 18      | 19      | 20      | 21      | 22      |
| 43      | 23      | 24      | 25      | 26      | 27      | 28      | 29      |
| 44      | 30      | 31      |         |         |         |         |         |

| November | November | November | November | November | November | November | November |
| Kw       | Mo       | Di       | Mi       | Do       | Fr       | Sa       | So       |
| -------- | -------- | -------- | -------- | -------- | -------- | -------- | -------- |
| 44       |          |          | 1        | 2        | 3        | 4        | 5        |
| 45       | 6        | 7        | 8        | 9        | 10       | 11       | 12       |
| 46       | 13       | 14       | 15       | 16       | 17       | 18       | 19       |
| 47       | 20       | 21       | 22       | 23       | 24       | 25       | 26       |
| 48       | 27       | 28       | 29       | 30       |          |          |          |

| Dezember | Dezember | Dezember | Dezember | Dezember | Dezember | Dezember | Dezember |
| Kw       | Mo       | Di       | Mi       | Do       | Fr       | Sa       | So       |
| -------- | -------- | -------- | -------- | -------- | -------- | -------- | -------- |
| 48       |          |          |          |          | 1        | 2        | 3        |
| 49       | 4        | 5        | 6        | 7        | 8        | 9        | 10       |
| 50       | 11       | 12       | 13       | 14       | 15       | 16       | 17       |
| 51       | 18       | 19       | 20       | 21       | 22       | 23       | 24       |
| 52       | 25       | 26       | 27       | 28       | 29       | 30       | 31       |

## Ereignisse

### Politik und Weltgeschehen

#### Die Doppelwahl von 1256/57
- 16. Januar: Gerhard I. von Dhaun, Erzbischof und Kurfürst von Mainz, gerät in die Gefangenschaft von Herzog Albrecht I. von Braunschweig-Lüneburg. Da er aus diesem Grund nicht bei der Königswahl im folgenden Jahr in Frankfurt am Main anwesend sein kann, überträgt er seine Stimme Ende des Jahres an Konrad von Hochstaden, den Erzbischof von Köln.

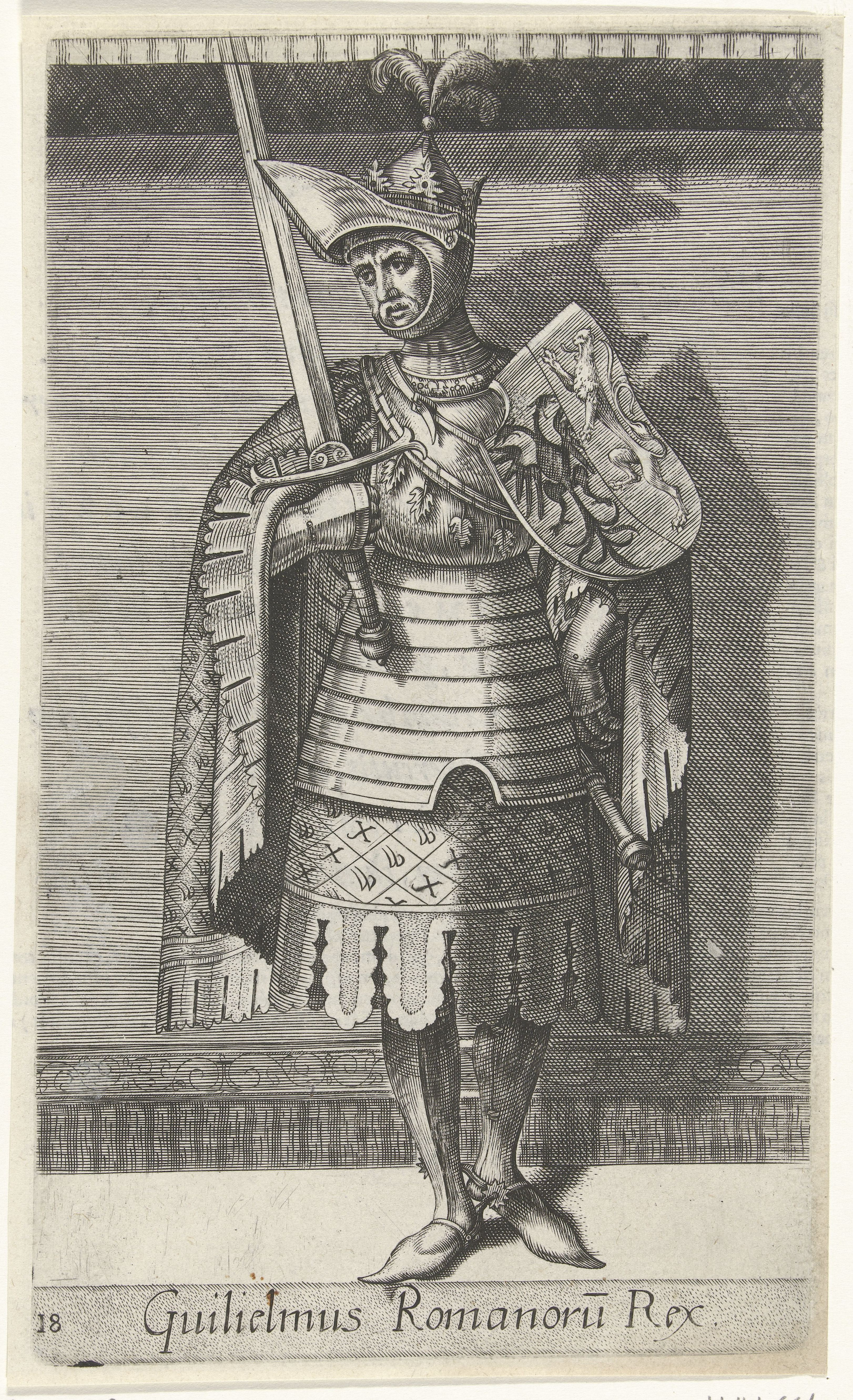
Wilhelm von Holland

- 28. Januar: Das Interregnum im Heiligen Römischen Reich geht weiter: Der römisch-deutsche König Wilhelm von Holland, der schon zuvor wenig Herrschergewalt im Reich auszuüben in der Lage war und erst seit 1254 allgemeine Anerkennung erlangt hat, kommt bei der Niederschlagung eines Aufstands der Friesen ums Leben.
- 18. März: Gesandte der Stadt Pisa rufen Alfons X. von Kastilien, der über seine Mutter Beatrix von Schwaben mit den Staufern verwandt ist, zum deutschen König aus. In der Folge kommt es zur Doppelwahl von 1256/57: In einem Schreiben an Papst Alexander IV. plädiert der englische König Heinrich III., einen England nicht feindlich gesinnten deutschen König einzusetzen. Da Alexander nicht reagiert, fasst Heinrich den Entschluss, seinen Bruder Richard von Cornwall zum deutschen König wählen zu lassen. Die Verhandlungen beginnen Ende Juni. Der Wahltermin wird auf den 13. Januar 1257 festgelegt.
- 26. November: Ludwig der Strenge, Pfalzgraf bei Rhein, verpflichtet sich vertraglich, Richard von Cornwall zum deutschen König zu wählen.

#### Weitere Ereignisse im Heiligen Römischen Reich

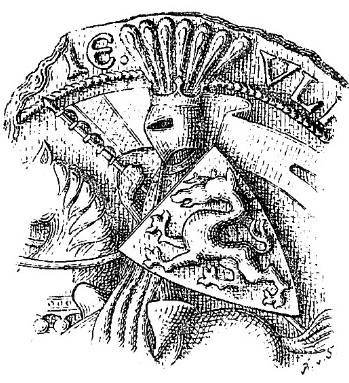
Ausschnitt des Reitersiegels Herzog Ulrichs III.

- 4. Januar: Nach dem Tod von Bernhard von Spanheim wird sein Sohn Ulrich III. neuer Herzog von Kärnten.
- 26. Mai/15. August: Da die Bundesversammlungen kaum noch besucht werden, setzt der Verfall des Rheinischen Städtebundes ein.

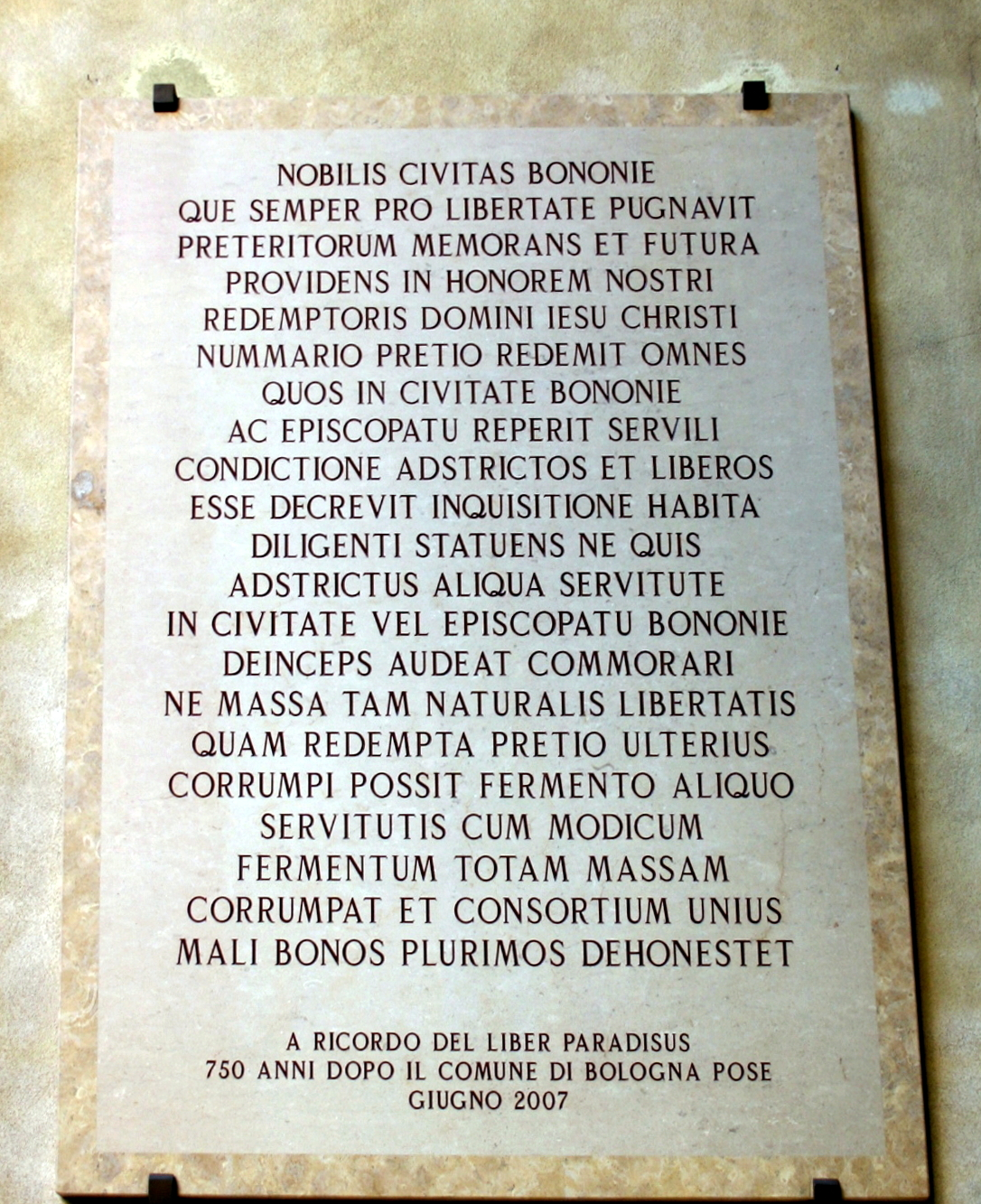
Liber Paradisus, Palazzo d’Accursio, Bologna

- 25. August: In Bologna wird für etwa 6.000 Diener die Abschaffung der Leibeigenschaft bekanntgegeben. Die Besitzer werden einmalig aus der Finanzkasse der Stadt entschädigt. Im Folgejahr wird der Gesetzestext im Liber Paradisus dokumentiert.
- Mit einem Schiedsspruch des französischen Königs Ludwig IX. in Péronne endet der Flämische Erbfolgekrieg.

#### Deutscher Orden
Der Deutsche Orden erobert von Balga aus das Samland. Im gleichen Jahr tritt Poppo von Osterna als Hochmeister des Ordens zurück. Zu seinem Nachfolger wird Anno von Sangerhausen, der bisherige Landmeister von Livland, gewählt.

#### Der Krieg von St. Sabas
Der Krieg von St. Sabas zwischen Venedig und Genua beginnt. Die beiden Seerepubliken stehen schon seit längerem in zunehmender Konkurrenz zueinander. Unmittelbarer Auslöser des Konflikts ist ein Streit über die Verfügungsgewalt über die Kirche Saint-Sabas, die sich inmitten von Akkon an der Grenze des genuesischen zum venezianischen Viertel auf einem strategisch wichtigen Hügel befindet. Der Ausbruch der Kämpfe führt zur Parteinahme der Barone und Ritterorden für je eine der Seiten. Zwar versuchen die Templer und Johanniter zunächst noch zwischen den italienischen Republiken zu vermitteln, schlagen sich aber schnell auf entgegengesetzte Seiten, nachdem sie die Unvermeidlichkeit eines Krieges erkannt haben. Die Templer und mit ihnen die Deutschritter entscheiden sich für Venedig, die Johanniter ebenso wie die Stadt Pisa für Genua. Auf die Nachricht von den Kämpfen in Akkon nutzt in Tyrus der Stadtherr Philipp von Montfort die Gunst der Stunde, um die Venezianer aus der Stadt zu vertreiben. Auch in der Grafschaft Tripolis, die nicht dem Königreich Jerusalem angehört, schlägt der entflammte Konflikt politische Wellen. Graf Bohemund VI. ergreift Partei für Venedig, dessen Vasallen aus Gibelet entsinnen sich allerdings ihrer genuesischen Herkunft und stellen sich gegen ihren Herrn. Die einzig neutralen Instanzen stellen die Regentin Plaisance von Antiochia und der Seneschall Geoffroy de Sergines mit seinen französischen Rittern in Akkon dar.

#### Balkan
Der bulgarische Zar Michael II. Assen, der im Vorjahr ganz Thrakien an das Kaiserreich Nikaia verloren hat, wird bei einer Boljarenverschwörung gestürzt und getötet. Sein Cousin Kaliman II. Assen wird neuer Zar. Gleichzeitig spalten sich weitere mächtige Boljaren wie Mizo Assen, Konstantin Tich Assen, Rostislaw und Schischman ab. Kaliman wird noch im gleichen Jahr ebenfalls gestürzt und getötet. Die Zeit unter seinem Nachfolger Mizo Assen ist geprägt durch Separatismus und Bürgerkrieg.

#### Iberische Halbinsel

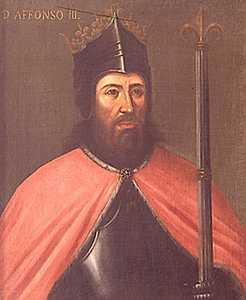
König Alfons III. von Portugal

- König Alfons III. verlegt die portugiesische Hauptstadt von Coimbra nach Lissabon.

#### Asien

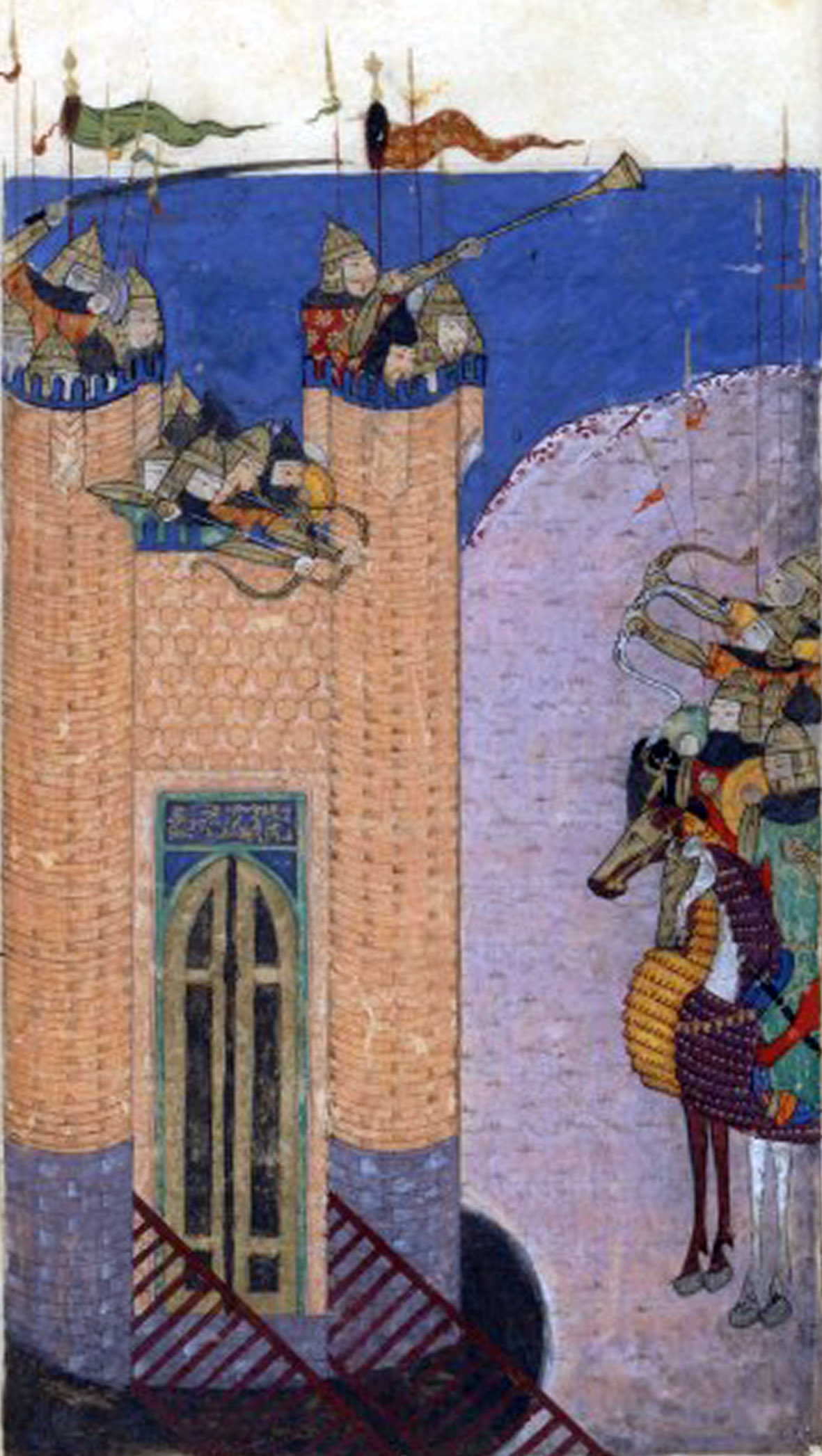
Belagerung von Alamut

- 19. November: Die Mongolen unter Fürst Hülegü belagern und erobern die Festung Alamut und brechen damit die Herrschaft der Assassinen. Deren Herrscher Rukn ad-Din Churschah muss sich dem mongolischen Khan öffentlich unterwerfen. Nach der Einnahme der Stadt werden die Verteidiger niedergemacht und unter anderem die Bibliothek mit wertvollen naturwissenschaftlichen und medizinischen Werken zerstört.
- Die Mongolen treffen in Mesopotamien ein und zerstören die über 4000 Jahre alten Bewässerungssysteme der Sumerer derart gründlich, dass die Bevölkerung innerhalb eines vergleichsweise kurzen Zeitraums von 25 auf etwa 1,5 Millionen Menschen zurückgeht. Die Anlagen werden nie wieder aufgebaut.

#### Urkundliche Ersterwähnungen
- Erste urkundliche Erwähnung von Abtwil, Allmendingen bei Bern, Aarau, Bernex, Bruneck, Eriswil, Hohentannen, Kriegstetten, Roggliswil, Damscheid und Wikon
- Der Ort Damazan wird als Bastide gegründet.

### Kultur
- König Alfons X. von Kastilien verwendet zu astronomischen Beobachtungen Kerzen-, Quecksilber- und Wasseruhren (siehe Stein, Kulturfahrplan).
- um 1256: Das Speculum maius des Vinzenz von Beauvais entsteht, die erste und umfangreichste Enzyklopädie des Mittelalters.

### Religion
- 9. April: Mit der Päpstlichen Bulle Licet ecclesiae catholicae ordnet Papst Alexander IV. die große Vereinigung (magna unio) der Toskanischen Eremiten, der Janboniten, der Brictinenser, der Wilhelmiten und der Eremiten des Hl. Augustinus an. Aus dieser Zusammenführung entstehen neben den Franziskanern, Dominikanern und Karmeliten nun die Augustiner-Eremiten als der vierte bedeutende Bettelorden.
- 5. Oktober: Der Papst verbietet den 1255 entstandenen Tractatus brevis de periculis novissimorum temporum des Wilhelm von Saint-Amour.
- Die Hauptkirche Sankt Katharinen, eine der fünf Hamburger Hauptkirchen, wird erstmals urkundlich erwähnt.
- In Polen wird das Kloster Koronowo als Tochter des Klosters Sulejów gegründet.
- In Zürich wird das Kloster Selnau gegründet.

## Geboren

### Geburtsdatum gesichert
- 6. Januar: Gertrud von Helfta, deutsche Zisterzienserin und Mystikerin im Kloster Helfta bei Eisleben, Heilige der katholischen Kirche († 1302)
- 21. März: Heinrich I., Markgraf von Brandenburg und Landsberg († 1318)
- 29. Dezember: Al-Marrakuschi, marokkanischer Mathematiker und Astronom († 1321)

### Genaues Geburtsdatum unbekannt
- Adolf VI., Graf von Holstein und Schauenburg († 1315)
- Robert de Clermont, französischer Adeliger, Graf von Clermont-en-Beauvaisis und Herr von Creil-sur-Oise und Sacy-le-Grand, Begründer des Hauses Bourbon († 1317)
- Marjorie, Countess of Carrick, schottische Adelige, Mutter von König Robert the Bruce († 1292)
- Philipp von Anjou, Titularkönig von Sardinien und Thessaloniki († 1277)
- al-Mizzī, arabischer islamischer Traditionarier und Jurist der schafiitischen Rechtsschule († 1344)

### Geboren um 1256
- Henry de Grey, englischer Adeliger († 1308)
- Katharina von Habsburg, deutsche Adelige († 1282)
- Roger Mortimer of Chirk, englischer Adeliger und Rebell, Marcher Lord in Wales († 1326)
- Siegfried von Eppstein, deutscher Adliger
- 1256/1257: Kasimir II., Herzog von Beuthen in Oberschlesien und von Cosel († 1312)

## Gestorben

### Todesdatum gesichert
- 4. Januar: Bernhard von Spanheim, Herzog von Kärnten (* 1176 oder 1181)

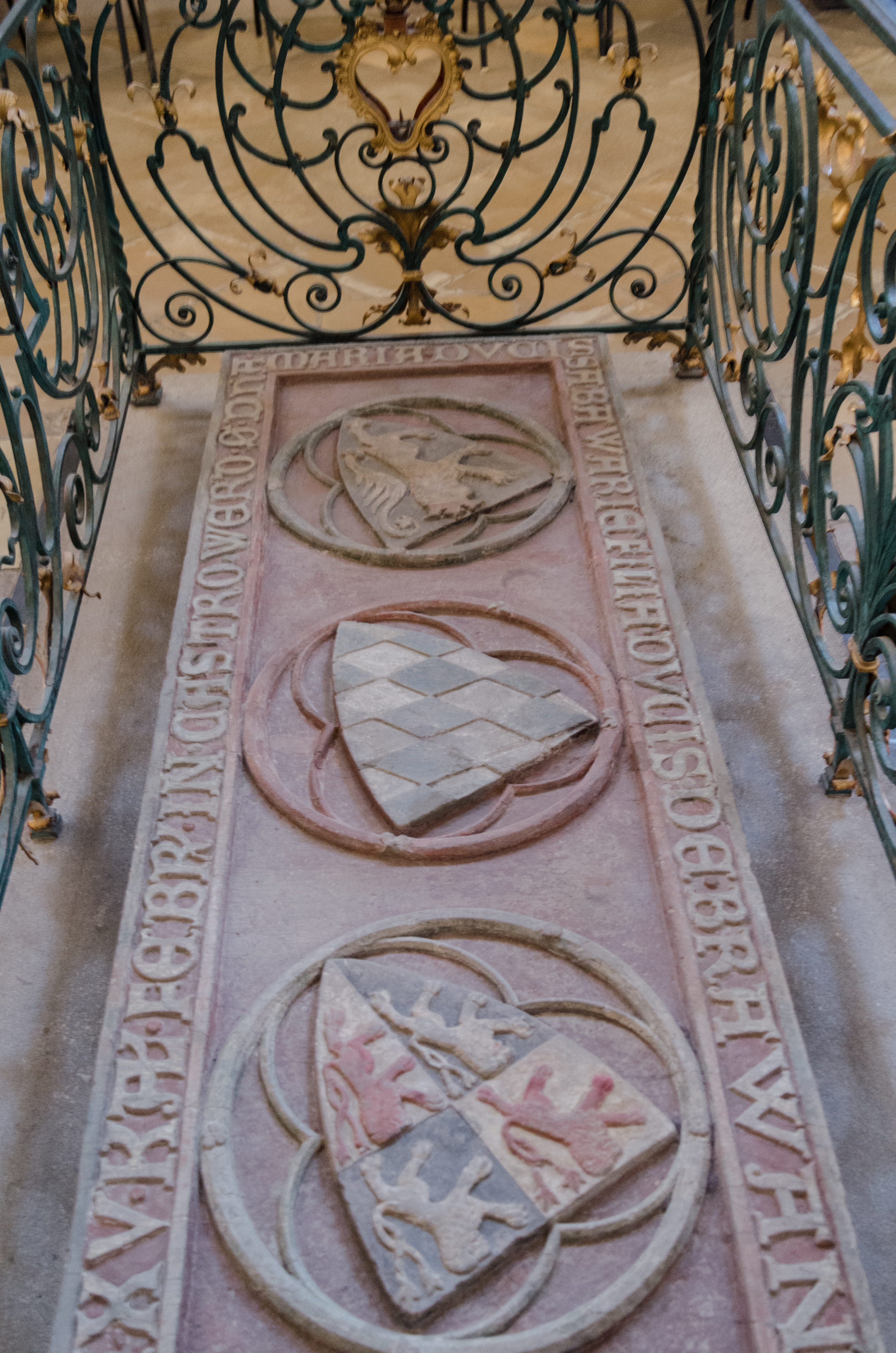
Epitaphplatte Marias von Brabant in Donauwörth, Heilig Kreuz

- 18. Januar: Maria von Brabant, Herzogin von Bayern und Pfalzgräfin bei Rhein (* 1226)
- 20. Januar: Renaud de Vichiers, Großmeister des Templerordens

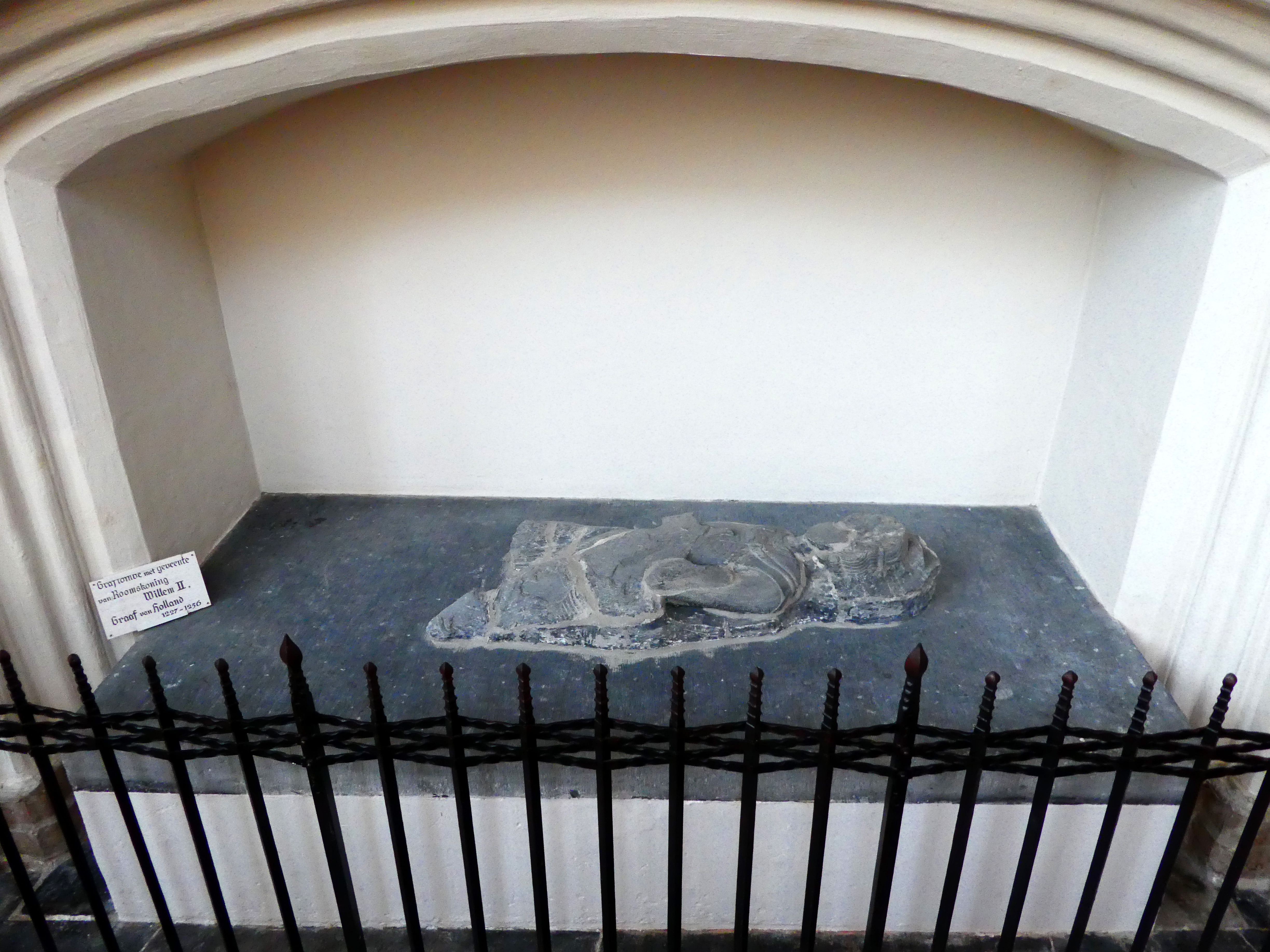
Grab von Wilhelm II. in der Chorkirche der Abtei Middelburg

- 28. Januar: Wilhelm von Holland, Graf von Holland und römisch-deutscher König (* 1227)
- 31. Januar: William of York, Bischof von Salisbury
- 9. Februar: Alice de Lusignan, französisch-englische Adelige
- 28. Februar: Sophie von Weichselburg, Gräfin von Stein und Markgräfin von Istrien-Krain (* um 1190)
- vor dem 4. Juni: Witiko von Prčice und Blankenberg, böhmischer Adeliger (* um 1170)
- 1. September: Kujō Yoritsune, Shogun des Kamakura-Shogunates in Japan (* 1218)

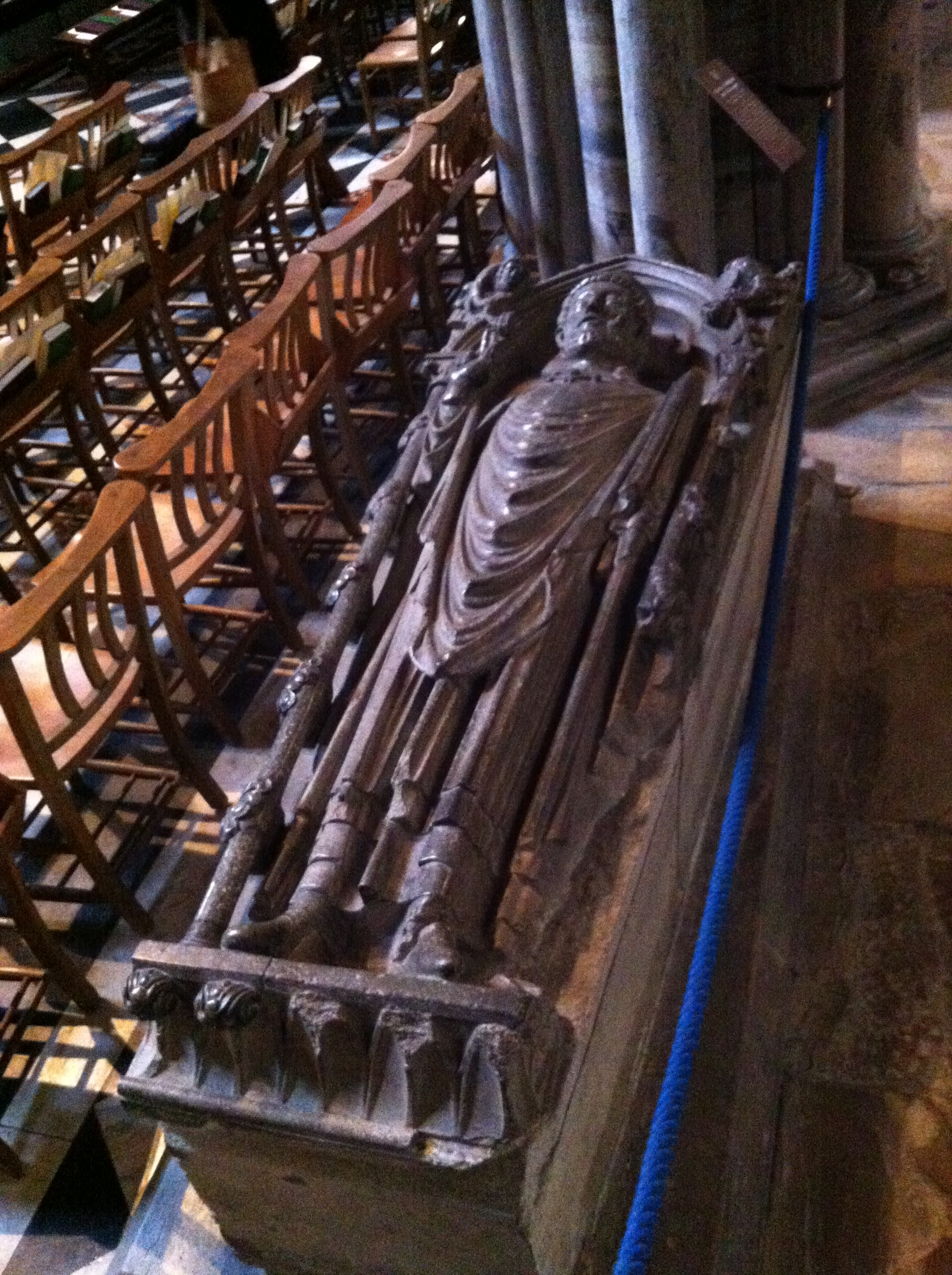
Grabmal von William von Kilkenny in der Kathedrale von Ely

- 21. September: William of Kilkenny, englischer Beamter und Geistlicher, Bischof von Ely und Keeper of the Great Seal
- vor dem 28. September: Wilhelm von Tübingen, Graf von Gießen
- 14. Oktober: Kujō Yoritsugu, Shogun des Kamakura-Shogunates in Japan (* 1239)
- 25. Oktober: Thomas de Vipont, Bischof von Carlisle
- 15. November: Ludolf II., Graf von Hallermund-Loccum (* um 1180)

### Genaues Todesdatum unbekannt

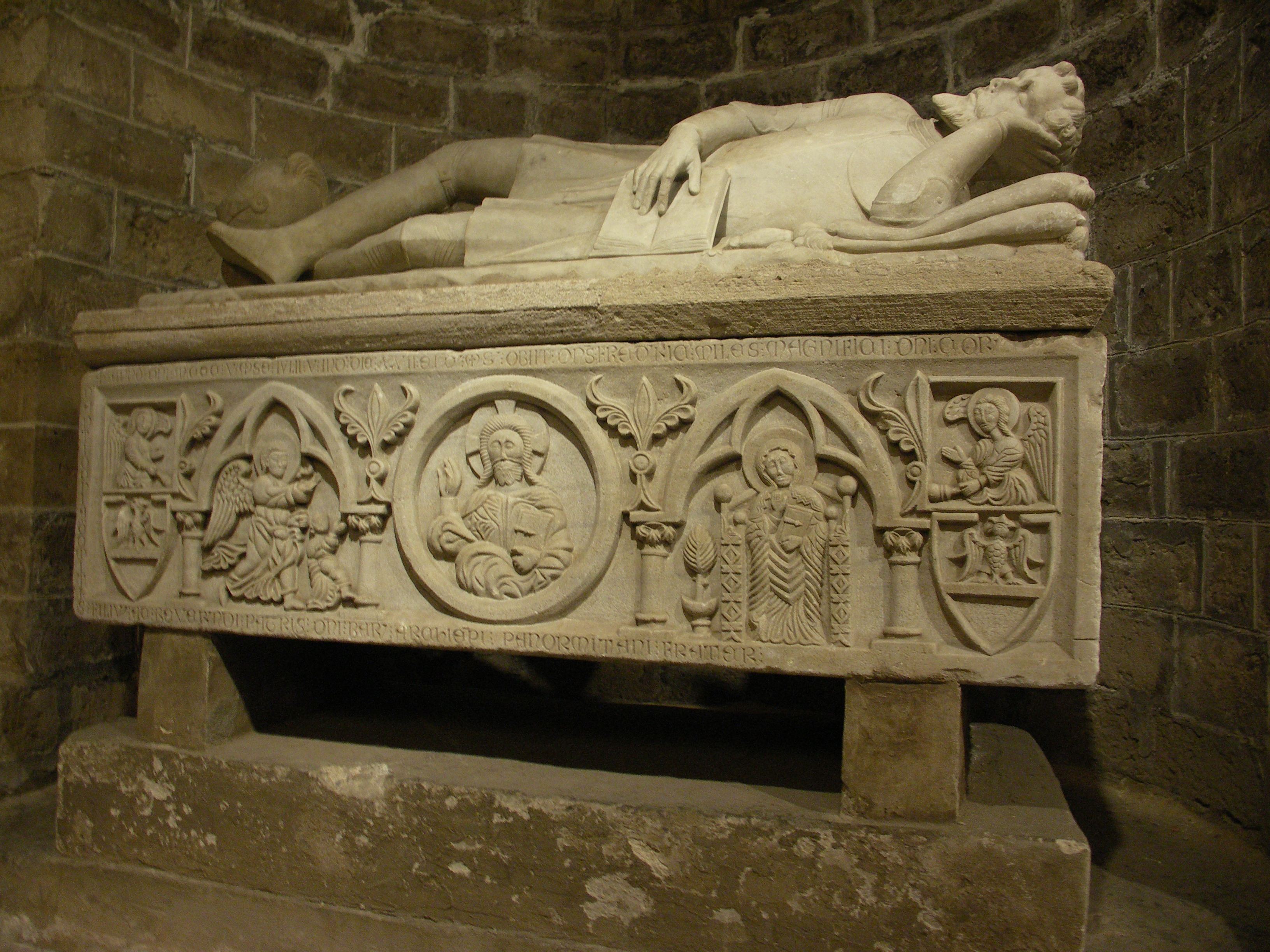
Der Sakopharg Friedrichs von Antiochia in der Kathedrale von Palermo.

- Friedrich von Antiochia, kaiserlicher Generalvikar der Mark Ancona und der Toskana, unehelicher Sohn Kaiser Friedrichs II. (* um 1223)
- Heinrich II. von Praunheim, deutscher Adeliger (* um 1200)
- Hugo von Digne, französischer Franziskaner
- Jakob ben Abba Mari Anatoli, provenzalischer Arzt und Religionsphilosoph
- Kaliman II. Assen, Zar von Bulgarien
- Konstantin Maliasenos, byzantinischer Aristokrat und Magnat in Thessalien
- Li Zhichang, chinesischer Daoist und Reiseschriftsteller (* 1193)
- Michael II. Assen, Zar von Bulgarien (* um 1238)
- Nadschmuddin Daya Razi, islamischer Mystiker
- Niall, Earl of Carrick, schottischer Adeliger
- Rhys ap Gruffydd, walisischer Lord von Senghenydd
- Johannes de Sacrobosco, englischer Mathematiker und Astronom in Paris (* um 1195)